# جامعة الزعيم الأزهري
جامعة الزعيم الأزهري هي جامعة سودانية حكومية، سميت تيمناً بالرئيس السوداني الأول إسماعيل الأزهري.

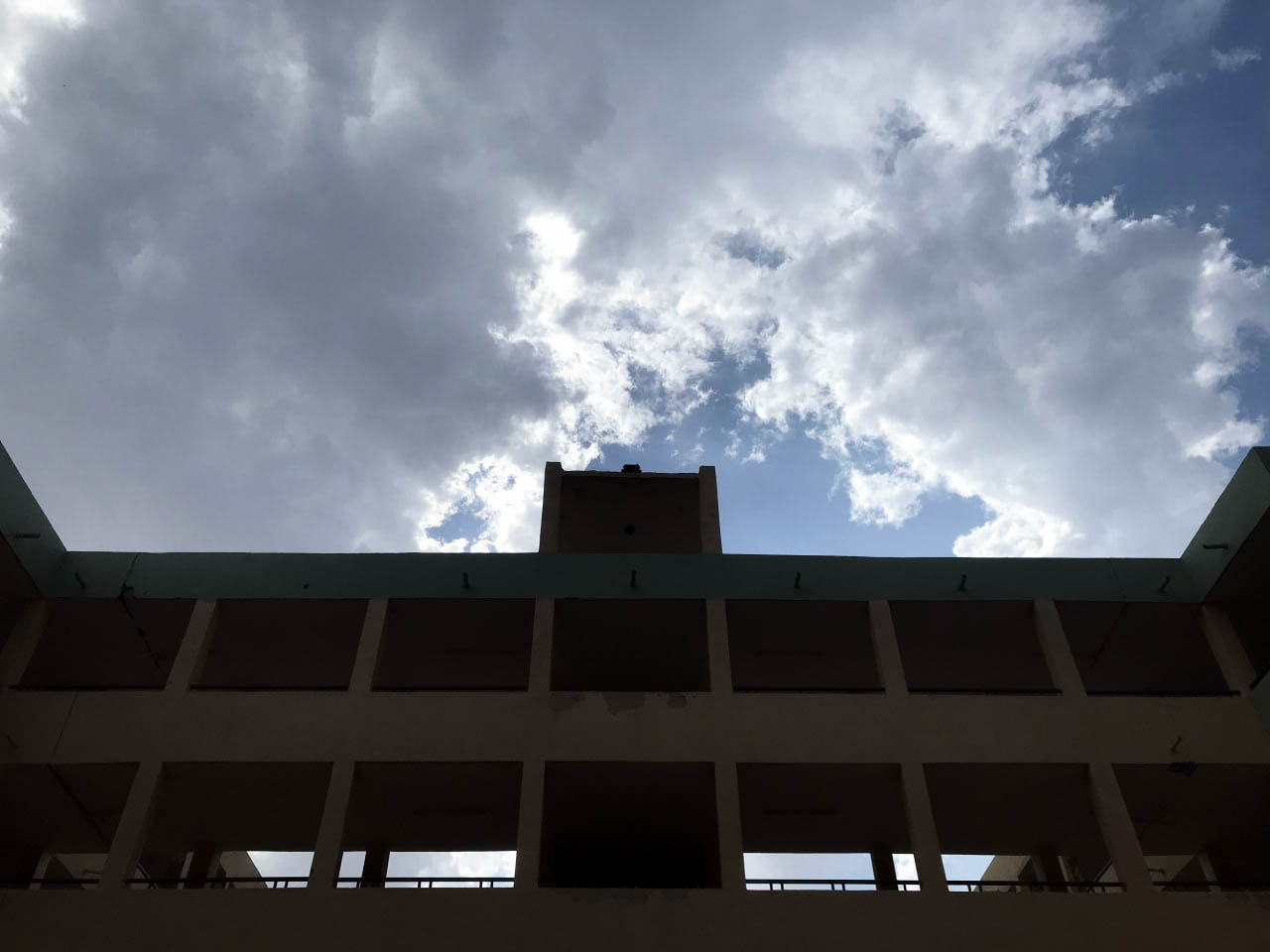
جامعة الزعيم الأزهري/كلية الهندسة

## نشأة الجامعة
بدأت جامعة الزعيم الأزهري في العاصمة السودانية الخرطوم، الجامعة بخمس كليات هي : (الطب – الهندسية – التربية – الزراعة – العلوم السياسية والدراسات الإستراتيجية)،وبدأت الدراسة لكل الكليات في مجمع العباسية بأم درمان بمسمى كلية إعدادية وأفتتحت بحضور الرئيس عمر البشير في 18-6-1994م . وفتحت الجامعة أبواب التقديم في 1991 م ولم تقبل أول دفعة إلا في العام 1993 م – 1994 م تحت إدارة العالم الفيزيائي د.عبد الرحمن العاقب ونائبيه د. فيصل محمد مكي ود. فتحي محمد أحمد الربعة بعد أن صارت الجامعة حكومية تتبع لوزارة التعليم العالي والبحث العلمي وهي تتكون من الكليات التالية:
- كلية الهندسة
- كلية الطب
- كلية طب الأسنان
- كلية الزراعة
- كلية علوم المختبرات
- كلية العلوم الطبية التقنية
- كلية الأشعة والتصوير الطبي
- كلية علوم الحاسوب وتقانة المعلومات
- كلية الاقتصاد والعلوم الإدارية
- كلية التربية
- كلية العلوم السياسية والاستراتيجية
- كلية العلوم الحضرية
- كلية الشريعة والقانون
- كلية الدراسات التقنية والتنموية
- كلية الصحة العامة
- كلية السياحة والفنادق
- كلية التربية لمعلمي مرحلة الاساس
- كلية الدراسات العليا

و للجامعة أربعة مجمعات :
- مجمع الرئيسي ببحري
- مجمع العباسية
- مجمع ودنوباي
- مجمع كافوري

كلية علوم الحاسوب وتقانة المعلومات:
بدأت الدراسة في علوم الحاسوب وتقانة المعلومات كقسم بكلية الهندسة في العام الدراسي 2003 ثم
تم اعتمادها وفصلها ككلية تحت مسمى كلية علوم الحاسوب وتقانة المعلومات في يوليو 2008.
إدارة الكلية:
عميد د. محمد عثمان علي حجازي
أقسام الكلية
مستوى البكالوريوس :
1-	قسم علوم الحاسوب .
2-	قسم تقانة المعلومات .
مستوى الدراسات العليا :
‌أ-	تمنح الكلية درجة الماجستير والدكتوراه بالبحث في مجالي علوم الحاسوب وتقانة المعلومات .
‌ب-	تمنح الكلية درجة الماجستير بالمقررات والبحث التكميلي في تخصصي علوم الحاسوب وتقانة المعلومات.
‌ج-	تمنح الكلية درجة الدبلوم العالي في ثلاثة تخصصات لتقانة المعلومات (تقانة معلومات – تعليم إلكتروني- تعليم إلكتروني 
وتدريس حاسوب).
مستوى قسم الدراسات المتوسطة والقصيرة وخدمة المجتمع
وتمنح الكلية الدبلوم التقني للدراسات المتوسطة ودبلوم الحضور للدراسات القصيرة وخدمة المجتمع، كما تدعم وتشارك في برامج خدمة المجتمع في المجالات الحاسوبية المختلفة .
قبول الطلاب
	يتم قبول الطلاب لمستوى البكالوريوس بالكلية من المرشحين مركزيا من مكتب القبول بوزارة التعليم العالي والبحث العلمي لجمهورية السودان وذلك على أساس اختيار الطالب والمنافسة العامة حسب تقديره الأكاديمي في الشهادة السودانية أو ما يعادلها ويتطلب القبول العام حسب الإحصاءات الأخيرة حصول الطالب على ما لا يقل عن 81% في الشهادة السودانية أو ما يعادلها .أما الطلاب من خارج السودان فيتم قبولهم بالكلية بعد استيفائهم متطلبات قبول الطلاب الوافدين (ما يعادل الشهادة السودانية)
	أما القبول الخاص للفئات المستثنين وفقا للوائح القبول فقد تنخفض نسبة النجاح المطلوبة للفصول إلى حوالي 70% بالتنافس أيضا .
	طلاب الدراسات العليا والدراسات القصيرة يتم اختيارهم بواسطة الكلية .
برامج البكالوريوس
تمنح الكلية حاليا درجة البكالورويس بمرتبة الشرف في 4 سنوات (8 فصول دراسية) بمعدل 166 ساعة معتمدة مع 12 ساعة تدريب ميداني غير محسوبة داخل المعدل